# Giornata internazionale della solidarietà umana
La Giornata internazionale della solidarietà umana è il 20 dicembre di ogni anno ed è stata istituita dall'Assemblea Generale delle Nazioni Unite nel 2005 con Risoluzione delle Nazioni Unite.
La Risoluzione identifica la solidarietà come uno dei valori fondamentali e universali che dovrebbero essere alla base delle relazioni tra i popoli.